# 汪長智
汪長智，MH（1934年8月29日—2007年7月6日），香港沙龍電影有限公司前董事總經理，已故沙龍電影公司總經理汪德鐘之子。

## 生平
汪長智在1934年8月29日生於江蘇，有6名兄弟姊妹，早年就讀香港嶺英中學（1949年至1952年），在1952年香港中文中學會考中取得物理科及生物科「良」等成績。他後來於1955年至1957年赴笈台灣大學，1957年回港於崇基學院完成化學系文憑學位，並於1960年畢業，同年加入香港政府新聞處任職攝影師，至1968年離職前任職新聞處的電影主任。
辭去工作後，他開始接手父親香港沙龍電影公司工作，與弟弟汪長禹為香港電影引進荷里活的拍攝器材及管理製作模式。他對電影業的偉大貢獻，曾經為他帶來了無數獎項及殊榮，包括其母校香港中文大學頒授的榮譽院士銜、美國南加州專業大學頒授的工商管理榮譽哲學博士學位，以及法國政府頒授的法國藝術及文學勳章等等。直至2007年獲香港特區政府頒授榮譽勳章，以表揚其對香港電影及電視工業發展作出的重大貢獻。他亦榮獲第25屆香港電影金像獎頒發專業精神獎。
2007年7月6日，汪長智病逝於紐約，享年74歲。

## 相關連結
- [永久]